# Серегин, Григорий Иванович
Серёгин, Григорий Иванович (1884-?) участник махновского движения.

## Биография
Родился в Калужской губернии в 1884 году проживал в Гуляйполе. С 1906 года анархо-коммунист.
С 1917-1919 председатель Гуляйпольской коммуны, председатель Гуляйпольской продовольственной управы,помощник начальника штаба махновской дивизии.
С сентября 1919 по 1921 год бессменный начальник снабжения РПАУ.
В 1924 году вернулся из эмиграции амнистирован.